# Anja Bittencourt
Angela Bittencourt (Niterói, 26 de junho de 1952 – Rio de Janeiro, 24 de outubro de 2024), mais conhecida como Anja Bittencourt, foi uma atriz brasileira.

## Filmografia

### Televisão
| Ano  | Título                        | Personagem                               | Notas                                           |
| ---- | ----------------------------- | ---------------------------------------- | ----------------------------------------------- |
| 2024 | Cosme e Damião: Quase Santos  | Dona Sônia                               | Episódio: "O Defunto"                           |
| 2024 | Elas por Elas                 | Fã de Mário Fofoca                       | Participação                                    |
| 2024 | Xeque Mate                    | Eliza                                    |                                                 |
| 2023 | B.O.                          | Dona Yolanda                             | Episódio: "Faca no Ursinho"                     |
| 2023 | Família Paraíso               | Clotilde                                 | Temporada 2                                     |
| 2023 | Todo Dia a Mesma Noite        | Dona Alcéia                              | Episódio: "Aquela Noite"                        |
| 2022 | Além da Ilusão                | Dona Abigail                             | Episódio: "1 de março"                          |
| 2021 | Verdades Secretas II          | Camélia                                  | Episódio: "17"                                  |
| 2019 | Malhação: Toda Forma de Amar  | Isaura da Silva Nascimento (Dona Isaura) |                                                 |
| 2019 | O Mecanismo                   | Juíza Fátima Toledo                      | 2018-2019 2 episódios                           |
| 2019 | Uma Tia da Pesada             | Jacinta                                  |                                                 |
| 2018 | O Sétimo Guardião             | Dona Maria                               | Participação Especial                           |
| 2018 | Malhação - Vidas Brasileiras  | Membro da Quinzena de Alex               |                                                 |
| 2018 | Tempo de Amar                 | Beata Izilda                             |                                                 |
| 2016 | Êta Mundo Bom!                | Diretora Margot                          | [ 2 ]                                           |
| 2016 | Ribanceira                    | Madame Ruth                              | [ 3 ]                                           |
| 2016 | A Regra do Jogo               | Marlene                                  | [ 4 ]                                           |
| 2015 | As Canalhas                   | Dalva                                    | Episódio: "Maria da Silva"                      |
| 2012 | Amor Eterno Amor              | Joana Soares                             |                                                 |
| 2012 | Dercy de Verdade              | Dona Conceição                           | Episódio: "10 de janeiro"                       |
| 2011 | Aquele Beijo                  | Sandra                                   |                                                 |
| 2011 | O Astro                       | Alice                                    |                                                 |
| 2011 | Insensato Coração             | Neusa                                    | [ 5 ]                                           |
| 2011 | Divã                          | Eva                                      | Episódio: "Amigos do Passado: Isso Tem Futuro?" |
| 2010 | Na Fama e Na Lama             | Tia Carlinha                             |                                                 |
| 2010 | Passione                      | Professora Sueli                         |                                                 |
| 2010 | A Vida Alheia                 | Joana                                    | Episódio: "A luz que Não se Apaga"              |
| 2009 | Caras & Bocas                 | Noeli                                    |                                                 |
| 2009 | Malhação ID                   | Dona Antonieta                           |                                                 |
| 2009 | Toma Lá Dá Cá                 | Eurídice                                 | Episódio: "A Garota da Capa"                    |
| 2009 | Negócio da China              | Augusta                                  |                                                 |
| 2009 | Maysa - Quando Fala o Coração | Irmã Marli                               | Episódio: "7 de janeiro"                        |
| 2008 | Casos e Acasos                | Cely                                     | Episódio: "O Flagra, a Demissão e a Adoção"     |
| 2008 | Casos e Acasos                | Sandra                                   | Episódio: "O Beijo, a Foto e o Empréstimo"      |
| 2008 | Beleza Pura                   | Katina                                   | [ 6 ]                                           |
| 2008 | Dicas de Um Sedutor           | —                                        | Episódio: "Filho Atrapalha?"                    |
| 2007 | Sete Pecados                  | Paula                                    |                                                 |
| 2007 | Paraíso Tropical              | Zeli                                     |                                                 |
| 2007 | Dicas de Um Sedutor           | Rose                                     | Episódio: "Piloto"                              |
| 2006 | Carga Pesada                  | Iracema                                  | Episódio: "Mata o Vélio, Mata!"                 |
| 2005 | A Diarista                    | Rita                                     | Episódio: "Aquele da Revolução"                 |
| 2005 | Os Amadores                   | Lulu                                     | Especial de fim de ano                          |
| 2003 | Sob Nova Direção              | Maria                                    | Episódio: "Piloto"                              |
| 2001 | O Clone                       | Vizinha de Latiffa e Mohamed             | Participação Especial                           |
| 1990 | Rainha da Sucata              | Vendedora da Loja                        | Participação Especial                           |

### Cinema
| Ano  | Título                                              | Personagem           |
| ---- | --------------------------------------------------- | -------------------- |
| 2022 | De Folha em Flor                                    | Rosa                 |
| 2019 | Carlinhos e Carlão                                  | Amélia               |
| 2017 | Ao final da conversa eles se despedem com um abraço | Elisa                |
| 2013 | Rio Corpo Aberto                                    | Dona                 |
| 2012 | Quando o Sol se Põe                                 | Mãe                  |
| 2010 | Chico Xavier                                        | Mãe das Ensandecidas |
| 2009 | A Madonna Não vai Esperar                           | Mulher               |

## Teatro
- 2018 - Da Cabeça Do Bruxo - Dos Contos Sinistros De Machado De Assis
- 2004 - Qual foi o teu sonho na vida, meu bem?